# ابی مورگان
اَبی مورگان (به انگلیسی: Abi Morgan) نمایشنامه‌نویس و فیلم‌نامه‌نویس اهل بریتانیا است.
از فیلم‌ها یا مجموعه‌های تلویزیونی که وی در آن‌ها نقش داشته‌است، می‌توان به بانوی آهنی، شرم، زن نامرئی، ساعت و رودخانه اشاره نمود.